# Idioma búlgaro
El idioma búlgaro (en búlgaro: български език, romanizado: bălgarski ezik, AFI: [ˈbɤɫɡərski ɛˈzik]) es una lengua indoeuropea de la rama meridional de las lenguas eslavas. Se escribe en una de las variantes del alfabeto cirílico, el alfabeto búlgaro.
Está íntimamente relacionado con el idioma macedonio (véase Relación con el macedonio). Junto con él es parte del área lingüística balcánica y del continuo dialectal eslavo meridional. Ambas lenguas presentan varias características que las diferencian del resto de lenguas eslavas, como la pérdida de los casos gramaticales (a excepción del vocativo), el desarrollo de artículos definidos pospuestos, la conservación del sistema verbal del protoeslavo, el cual ha sido incluso ampliado con el desarrollo de evidencialidad, y la pérdida del infinitivo. Es el único idioma analítico entre los idiomas eslavos.
El búlgaro es la lengua oficial de Bulgaria y también es uno de los idiomas oficiales de la Unión Europea desde 2007. Fuera de Bulgaria es hablado por minorías en el resto de los Balcanes, así como en otros países como Ucrania y Moldavia. También es hablado por comunidades de inmigrantes en Alemania, España, el Reino Unido y Estados Unidos.

## Aspectos históricos, sociales y culturales

### Distribución geográfica
El búlgaro es la lengua más hablada en Bulgaria. También hay comunidades de hablantes en España (aprox. 200 000), Alemania (aprox. 180 000), Ucrania (aprox. 140 000), Estados Unidos (aprox. 120 000), Moldavia (aprox. 70 000), Rumanía (aprox. 9000), Grecia, Turquía, Serbia, Canadá, Hungría e Israel.

### Historia y desarrollo
La lengua búlgara, como el resto de las lenguas eslavas, ha derivado del eslavo común. Durante la expansión de los eslavos esta lengua común se desintegra (aunque es bastante probable que ya anteriormente existieran dialectos diferentes), y se crean así nuevos dialectos que darían las lenguas eslavas conocidas en la actualidad. Los primeros testimonios escritos en lengua eslava son textos en antiguo eslavo eclesiástico, idioma escrito en alfabeto glagolítico.
El nombre «búlgaro» procede del nombre de las tribus búlgaras, parte de las cuales habitaron los Balcanes orientales en el siglo VII y que crearon el Imperio búlgaro en la zona. La población era fundamentalmente eslava y los búlgaros acabarían eslavizándose. Precisamente la palabra «búlgaro» es una de las pocas conservadas del búlgaro original.
La historia de la lengua búlgara se puede dividir en cuatro períodos:
1. Período protoeslavo, desde la invasión eslava de los Balcanes orientales hasta la misión de San Cirilo y San Metodio a la Gran Moravia en el siglo IX d. C. (aproximadamente en los años 860).
2. Búlgaro antiguo (siglo IX al siglo XI). Hay ciertas discusiones entre los lingüistas, algunos consideran el búlgaro antiguo como el antiguo eslavo eclesiástico, la lengua usada por San Cirilo, San Metodio y sus discípulos para traducir la Biblia y otros libros litúrgicos del griego. Pero otros consideran que es erróneo, ya que el antiguo eslavo eclesiástico también tenía rasgos de lenguas eslavas occidentales que no estaban presentes en la lengua búlgara hablada de la época.
3. Búlgaro medio (desde el siglo XII hasta el siglo XV). Fue una lengua rica en actividad literaria y con grandes innovaciones.
4. Búlgaro moderno (desde el siglo XV en adelante). La lengua que se escribe en la actualidad se estandarizó partiendo del búlgaro del siglo XIX, incluyendo el período del dominio otomano. El búlgaro moderno tiene dos dialectos principales, el del este y el del oeste que a su vez se dividen en norte y sur. El lenguaje literario moderno se basa principalmente en los dialectos del norte.

El desarrollo histórico del búlgaro puede describirse como una transición desde una lengua sintética (búlgaro antiguo) hasta convertirse en una lengua analítica (búlgaro moderno) siendo el búlgaro medio un estadio intermedio en dicha transición.
El búlgaro antiguo (entendiéndolo como antiguo eslavo eclesiástico) fue la primera lengua eslava con escritura. En los manuscritos más antiguos se la denominaba como ѧзꙑкъ словѣньскъ, ‘lengua eslava’. En el período del búlgaro medio este nombre cambia a ѧзꙑкъ блъгарьскъ, ‘lengua búlgara’, el cual se usó no solo para referirse al búlgaro medio del copista, sino también al período del búlgaro antiguo e incluso a la misión de Cirilo y Metodio en la Gran Moravia. Un ejemplo significativo de anacronismo es el culto de San Cirilo en Skopie (Скопски миней), un manuscrito del siglo XIII en búlgaro medio procedente del norte de Macedonia según el cual Cirilo predicó con libros «búlgaros» entre los eslavos de Moravia. La primera mención de la lengua como «lengua búlgara» en lugar de «lengua eslava» viene en la obra de un clérigo griego en el Arzobispado búlgaro de Ohrid en la hagiografía griega de San Clemente de Ohrid de Teofilacto de Ohrid (a finales del siglo XI).
Mientras que los registros más antiguos demuestran innovaciones en el eslavo eclesiástico, los cambios más pronunciados hacia el búlgaro moderno comienzan a aparecer en los períodos medio y moderno. El periodo del Renacimiento Búlgaro (s. XIX) marca los grandes cambios en la estructura del idioma hablado. En los años 50 del siglo XIX se establece la forma literaria del búlgaro moderno. Se desarrollan tres líneas en la ortografía:
1. Línea conservadora: abogan por un lenguaje literario moderno basado en la recensión ruso-serbia del eslavo eclesiástico usado en Bulgaria por la Iglesia ortodoxa.
2. Línea progresista: demanda una lengua literaria basada en el habla de las regiones más influyentes del siglo XIX de Bulgaria.
3. Línea intermedia: trata de conciliar el uso de las características dialectales de todas las regiones más las del eslavo eclesiástico.

Finalmente, en el siglo XIX, la emergencia de la región noreste de Bulgaria como el centro de la vida política, económica y cultural, lleva a una amplia aceptación de sus dialectos como la base de la lengua literaria; de los mismos, el de Veliko Tarnovo, fue tomado como modelo, incorporando ciertas características de los dialectos occidentales. No obstante, como consecuencia del desplazamiento de la capitalidad de Bulgaria de Tarnovo a Sofía en 1879, el búlgaro literario comienza un proceso gradual de acomodación al dialecto nativo de la nueva capital.

### Dialectos

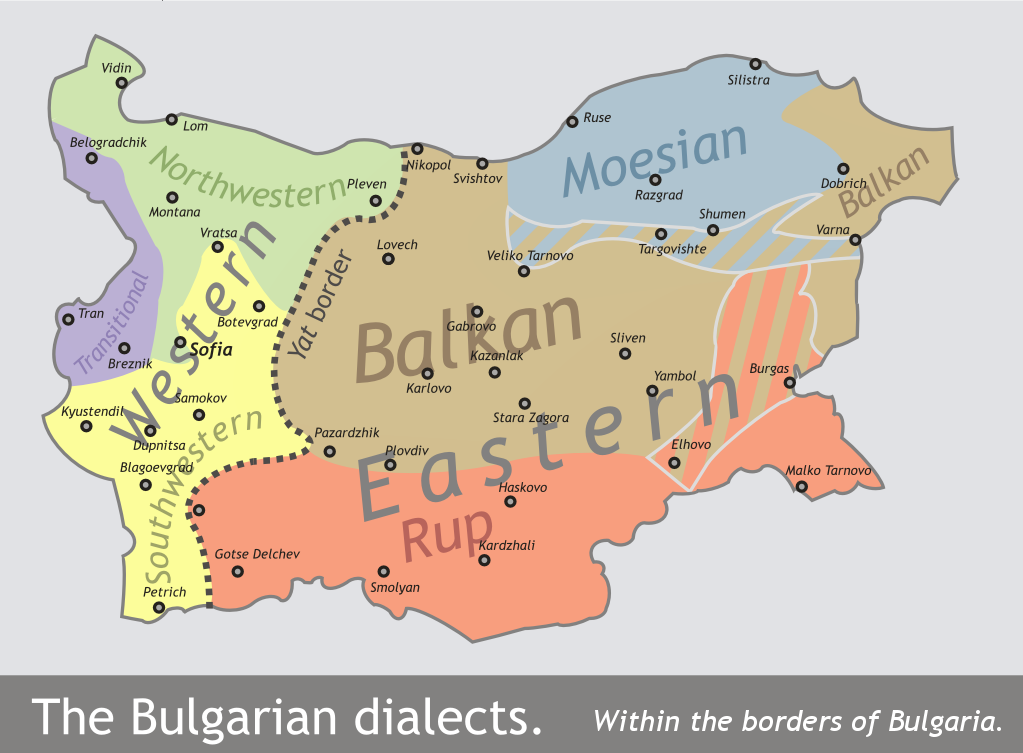
Dialectos del búlgaro en Bulgaria

Los dialectos búlgaros se dividen en un grupo occidental y un grupo oriental, separados por su distinta pronunciación del yat. Hay además dialectos transicionales hacia el serbio (shopi, torlak). El eslavo macedonio también se considera un dialecto búlgaro.

### Relación con el macedonio

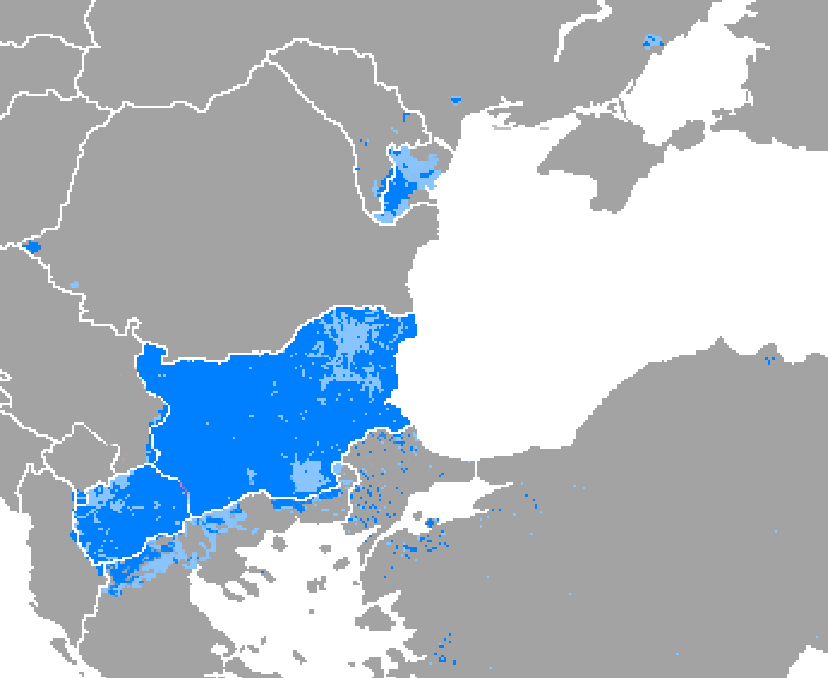
Continuo dialectal bulgaromacedonio

La mayoría de los eslavos de Macedonia se identificaban como bulgaromacedonios o simplemente búlgaros hasta principios del siglo XX, cuando el nacionalismo macedonio empezó a emerger. Algunos académicos sostienen que la idea de separatismo lingüístico macedonio habría empezado a surgir a finales del siglo XIX.
Durante los períodos entre las guerras de los Balcanes, la Primera Guerra Mundial y la Segunda Guerra Mundial, la región de Macedonia quedó bajo el control del Reino de Serbia y más tarde del Reino de los Serbios, Croatas y Eslovenos y su sucesor, el Reino de Yugoslavia. Durante el período entre las guerras de los Balcanes y la Primera Guerra Mundial se llevaron a cabo campañas de serbianización, con el objetivo de mantener el control sobre la región, y el uso de dialectos macedonios y del búlgaro estándar quedó prohibido. No obstante, estas campañas no fueron exitosas.
Después de la Primera Guerra Mundial, durante el período de entreguerras, siguiendo la línea de Stalin de «divide y vencerás», desde el Comintern se tomó la decisión de fomentar la creación de una identidad, nación y lengua macedonias separadas, lo que coincidía con los intereses del Partido Comunista de Yugoslavia.
Durante la Segunda Guerra Mundial, en 1941, Skopie cayó en manos de las potencias del Eje y la parte yugoslava de Macedonia, al igual que parte de la griega, quedó ocupada por Bulgaria. Algunas fuentes sostienen que, a pesar de que los búlgaros fueron recibidos como liberadores, el régimen opresivo alimentó el desarrollo del nacionalismo macedonio.
Después de la Segunda Guerra Mundial, en 1945, con la proclamación de la República Socialista de Macedonia como parte de la federación yugoslava, las nuevas autoridades codificaron un idioma macedonio separado. Algunos autores afirman que esta medida se tomó para superar el sentimiento probúlgaro entre la población. Además, varios lingüistas argumentan que durante su codificación el macedonio estándar habría sido serbianizado en lo que respecta a su ortografía y vocabulario.
Hasta entonces la mayoría de los lingüistas, tanto búlgaros como extranjeros, normalmente se referían a toda la rama oriental de las lenguas eslavas meridionales como búlgaro. Algunas fuentes, en cambio, documentan que en Yugoslavia el macedonio se consideraba un dialecto meridional del serbio.
Actualmente buena parte de los lingüistas búlgaros, así como algunos extranjeros, aún consideran que los dialectos macedonios forman parte del continuo dialectal pluricéntrico del búlgaro. Fuera de Bulgaria, el macedonio es normalmente reconocido como lengua autónoma. Así lo reconocen la Unión Europea y todos sus Estados miembros excepto Bulgaria. Grecia confirmó el reconocimiento del idioma macedonio en el Acuerdo de Prespa del 17 de junio de 2018, aunque las Naciones Unidas ya reconocían la lengua macedonia en el Congreso de Atenas de 1977, reconocimiento ímplicitamente confirmado por la misma Grecia. Los sociolingüistas coinciden en que la cuestión de si una variedad lingüística constituye una lengua o un dialecto se basa en criterios políticos en lugar de lingüísticos, ya que los continuos dialectales no admiten tales juicios.

## Descripción lingüística

### Fonología

#### Vocales
|         | anterior | central | posterior |
| ------- | -------- | ------- | --------- |
| cerrada | i        |         | u         |
| media   | ɛ        | ɤ       | ɔ         |
| abierta |          | a       |           |

Las vocales en búlgaro se agrupan por su articulación en frontal, central y posterior. Son relativamente flojas, como en la mayoría de las lenguas eslavas, y al contrario de las vocales típicas y acentuadas de las lenguas germánicas. Las vocales no acentuadas [a], [ə], [ɔ], [u] tienden a ser más breves y débiles que sus equivalentes acentuadas, igualando casi sus sonidos. Sin embargo, no es posible hacer una reducción similar de [ɛ] a [i].

#### Semivocales
El búlgaro tiene una semivocal, /j/, equivalente a la i en bien. /j/ siempre precede o sigue inmediatamente una vocal. Esta semivocal se representa gráficamente casi siempre mediante la letra й, llamada И кратко (‘i corta’), como por ejemplo en тролей /troley/ (‘trolebús’). También se usan las grafías ьо (solo cuando sucede a una consonante), ю y я cuando la semivocal precede a /o/, /u/ o /a/ respectivamente, por ejemplo ютия /yutiya/ (‘hierro’, ‘plancha’). Cuando ьо, ю y я suceden a una consonante esta se suele palatalizar, por ejemplo бял /bʲal/, ‘blanco’.

#### Consonantes
El búlgaro tiene un total de 35 consonantes fonemas (véase la tabla más adelante). Además, tiene otros tres fonemas adicionales ([xʲ], [ʣ] y [ʣʲ]), que se emplean con nombres propios extranjeros como Хюстън /xʲustən/ (‘Houston’), Дзержински /dzεrʒinski/ (‘Dzerzhinsky’) o Ядзя /jaʣʲa/ (‘Jadzia’). Según el criterio de sonoridad, las consonantes búlgaras pueden dividirse en 16 pares (sonoras-sordas).
|             | Labial | Labial | Dental/ alveolar | Dental/ alveolar | Postalveolar | Postalveolar | Palatal | Velar  | Velar |
| dura        | blanda | dura   | blanda           | dura             | blanda       | blanda       | dura    | blanda |       |
| ----------- | ------ | ------ | ---------------- | ---------------- | ------------ | ------------ | ------- | ------ | ----- |
| Nasal       | m (ɱ)  | mʲ     | n                | ɲ                |              |              |         | (ŋ)    |       |
| Oclusiva    | p b    | pʲ bʲ  | t d              | tʲ dʲ            |              |              | c ɟ     | k ɡ    |       |
| Africada    |        |        | t͡s (d͡z)          | t͡sʲ (d͡zʲ)        | t͡ʃ d͡ʒ        | t͡ʃ d͡ʒ        |         |        |       |
| Fricativa   | f v    | fʲ vʲ  | s z              | sʲ zʲ            | ʃ ʒ          | ʃ ʒ          |         | x, (ɣ) | (xʲ)  |
| Vibrante    |        |        | r                |                  |              | rʲ           |         |        |       |
| Aproximante | (w)    |        |                  |                  |              |              | j       |        |       |
| Lateral     |        |        | ɫ                |                  |              |              | ʎ       |        |       |

##### Consonantes duras y palatalizadas
Las consonantes búlgaras б /b/, в /v/, г /g/, д /d/, з /z/, к /k/, л /l/, м /m/, н /n/, п /p/, р /r/, с /s/, т /t/, ф /f/, ц /ʦ/ pueden tener tanto una pronunciación «fuerte» normal como una «débil» palatalizada. Las consonantes duras y las palatalizadas se consideran distintos fonemas en búlgaro. Las consonantes ж /ʒ/, ш /ʃ/, ч /ʧ/ y дж /ʤ/ no tienen variantes palatalizadas, ya que son esencialmente débiles palatales.
La suavidad de las consonantes palatales se indica siempre al escribir búlgaro. Una consonante es palatal si es sucedida por ь, ю o я.
Las consonantes no son nunca débiles cuando preceden a las vocales и y е en búlgaro estándar, excepto si la consonante es л. Sin embargo, la palatalización precediendo estas dos vocales es común en dialectos búlgaros del este.

##### Palatalización
Con la palatalización de la mayoría de las consonantes fuertes (o velares) bilabiales, labiodentales y alveolares, la zona media de la lengua se eleva hacia el paladar lo que provoca la formación de un segundo punto de articulación que produce el sonido palatal específico de las consonantes débiles (o palatales). La articulación de alveolares /l/, /n/ y /r/, sin embargo, normalmente no sigue esta regla. El sonido palatal se consigue en estos casos gracias al desplazamiento del lugar de articulación hacia el paladar. De esta forma, /ʎ/, /ɲ/ y /rʲ/ son en realidad consonantes alveopalatales (postalvelolares). /g/ y /k/ (/gʲ/ y /kʲ/, respectivamente) no son velares sino palatales.

##### Otras representaciones
Braille búlgaro:

А, a
Б, б
В, в
Г, г
Д, д
Е, е
Ж, ж
З, з
И, и
Й, й
К, к
Л, л
М, м
Н, н
О, о
П, п
Р, р
С, с
Т, т
У, у
Ф, ф
Х, х
Ц, ц
Ч, ч
Ш, ш
Щ, щ
Ъ, ъ
Ь, ь
Ю, ю
Я, я

#### Acentuación
La acentuación búlgara es dinámica. Las sílabas acentuadas son más largas y más marcadas que las sílabas no acentuadas. El acento también es libre, por lo que puede caer en cualquier sílaba de una palabra polisilábica y su posición puede variar bajo inflexión o derivación. Por ejemplo мъж /mɤʃ/ (‘hombre’), pero мъжъ́т /məˈʒɤt/ (‘el hombre’). El acento búlgaro también es distintivo. Por ejemplo въ́лна /ˈvɤɫnə/ (‘lana’) y вълна́ /vəɫˈna/ (‘ola’) que se diferencian únicamente por el acento. Dado que el idioma búlgaro no tiene signos de acentuación, la única forma de saber cómo se acentúa una palabra al leerla es habiéndola oído antes y memorizando su acentuación.

### Alfabeto

Comparación entre la tipografía tradicional búlgara (arriba) y la moderna (abajo).

| Аа | Бб | Вв | Гг | Дд | Ее | Жж | Зз | Ии | Йй |
| Кк | Лл | Мм | Нн | Оо | Пп | Рр | Сс | Тт | Уу |
| Фф | Хх | Цц | Чч | Шш | Щщ | Ъъ | Ьь | Юю | Яя |

| Alfabeto búlgaro | Transliteración oficial | AFI                                                                  | Nombre   |
| ---------------- | ----------------------- | -------------------------------------------------------------------- | -------- |
| А а              | А а                     | /a/, /ɐ/ o /ə/                                                       | a        |
| Б б              | B b                     | /b/ o /p/                                                            | бъ       |
| В в              | V v                     | /v/ o /f/                                                            | въ       |
| Г г              | G g                     | /ɡ/ o /k/                                                            | гъ       |
| Д д              | D d                     | /d/ o /t/                                                            | дъ       |
| Е е              | E e                     | /ɛ/                                                                  | е        |
| Ж ж              | Zh zh                   | /ʒ/ o /ʃ/                                                            | жъ       |
| З з              | Z z                     | /z/ o /s/                                                            | зъ       |
| И и              | I i                     | /i/                                                                  | и        |
| Й й              | Y y                     | /j/                                                                  | и кратко |
| К к              | K k                     | /k/ o /ɡ/                                                            | къ       |
| Л л              | L l                     | /l/ antes de е e и, /ʎ/ antes de ю, я y ь o /ɫ/ en el resto de casos | лъ       |
| М м              | M m                     | /m/                                                                  | мъ       |
| Н н              | N n                     | /n/                                                                  | нъ       |
| О о              | O o                     | /ɔ/ o /o/                                                            | о        |
| П п              | P p                     | /p/ o /b/                                                            | пъ       |
| Р р              | R r                     | /r/                                                                  | ръ       |
| С с              | S s                     | /s/ o /z/                                                            | съ       |
| Т т              | T t                     | /t/ o /d/                                                            | тъ       |
| У у              | U u                     | /u/, /o/ o /ʊ/                                                       | y        |
| Ф ф              | F f                     | /f/ o /v/                                                            | фъ       |
| Х х              | H h                     | /x/                                                                  | хъ       |
| Ц ц              | Ts ts                   | /t͡s/                                                                 | цъ       |
| Ч ч              | Ch ch                   | /t͡ʃ/                                                                 | чъ       |
| Ш ш              | Sh sh                   | /ʃ/ o /ʒ/                                                            | шъ       |
| Щ щ              | Sht sht                 | /ʃt/                                                                 | щъ       |
| Ъ ъ              | A a                     | /ɤ/, /ɐ/ o /ə/                                                       | ер голям |
| Ь ь              | Y y                     | /j/ o sordo                                                          | ер малък |
| Ю ю              | Yu yu                   | /ju/, /jo/, /ʲu/ o /ʲo/                                              | ю        |
| Я я              | Ya ya                   | /ja/, /jɐ/, /ʲa/ o /ʲɐ/                                              | я        |

#### Transliteración
El sistema oficial de Bulgaria a la transcripción latina de la lengua búlgara es el Sistema Directo de Transliteración del Alfabeto Búlgaro, que se orienta hacia el idioma inglés.

### Gramática
El búlgaro es una lengua fusionante. En él se distinguen 10 partes de la oración: sustantivo, adjetivo, numeral, pronombre, verbo, adverbio, preposición, conjunción, partícula e interjección. Las primeras cinco son variables, mientras que el resto son invariables.

#### Flexión nominal
Los sustantivos y adjetivos en búlgaro tienen las siguientes categorías gramaticales:
- Género (masculino, femenino o neutro).
- Número (singular o plural).
- Caso (común o vocativo).
- Definitud (indefinido o definido).

Los adjetivos y numerales concuerdan con los sustantivos en género, número y caso.

##### Género
En búlgaro se distinguen 3 géneros: masculino, femenino y neutro. El género de los sustantivos normalmente se puede inferir por su terminación: los sustantivos que terminan en consonante generalmente son masculinos, aquellos que terminan en -а o -я son femeninos y el resto son neutros. Excepciones a esta regla normalmente ocurren en sustantivos que se refieren a personas (p. ej. дядо, ‘abuelo’, que termina en -о pero es masculino). Además, hay una gran cantidad de sustantivos que designan conceptos abstractos que terminan en consonante pero son femeninos, como p. ej. пролет (‘primavera’), любов (‘amor’) o младост (‘juventud’).
En plural la distinción entre géneros se pierde parcialmente en sustantivos y totalmente en adjetivos. La terminación de plural -и es más común en sustantivos masculinos y femeninos, mientras que las terminaciones -а y -я son más comunes en sustantivos neutros. La terminación -ове solo ocurre en sustantivos masculinos.

##### Número
Los sustantivos en búlgaro pueden tomar 2 números: singular y plural. Hay una gran variedad de sufijos de plural y la elección depende del número de sílabas, la terminación y el género del sustantivo. Aun teniendo en cuenta esto, las irregularidades en la declinación son muy comunes.
Los sustantivos masculinos que no se refieren a personas además toman una forma plural especial terminada en -а/-я, llamada forma contable (бройна форма), cuando siguen a numerales cardinales y pronombres relacionados, como няколко (‘varios’, ‘algunos’). Compárese три коня (‘tres caballos’) con тези коне (‘estos caballos’). Esta forma tiene su origen en el número dual del protoeslavo.

##### Caso
En los sustantivos y adjetivos se han perdido todos los casos gramaticales a excepción del vocativo, el cual aún se usa en sustantivos masculinos y femeninos. Sus terminaciones más típicas de sustantivos son -е, -о y -ю en masculinos y -(ь/й)о y -е en femeninos. Los adjetivos se declinan en vocativo solo cuando acompañan sustantivos masculinos. Compárese скъп приятел (‘querido amigo’) y скъпи приятелю (‘¡oh/oye, querido amigo!’) con скъпа приятелка (‘querida amiga’) y скъпа приятелко (‘¡oh/oye, querida amiga!’).
En los pronombres personales y algunos otros se han conservado 3 casos: nominativo, acusativo y dativo.

##### Definitud
En búlgaro la definitud se expresa con un artículo definido sufijado al nombre (p. ej. indefinido: жена [‘(una) mujer’]; definido: жената [‘la mujer’]). Se utilizan varios sufijos en función del género, el número, la terminación en singular y el caso (solo en la lengua escrita) del sustantivo.
El artículo se añade solo al primer elemento de un sintagma nominal. Así, por ejemplo, en старото куцащо куче (‘el viejo perro cojo/que cojea’) solo el primer elemento, el adjetivo, tiene un artículo definido.
En la lengua escrita, en los sustantivos masculinos en singular acabados en consonante con artículo definido existen 2 casos: nominativo y oblicuo. En nominativo se usan los sufijos -ът o -ят y en oblicuo -а o -я. Cada sustantivo usa una pareja de sufijos (-ът y -а) o la otra (-ят y -я). En la lengua hablada no se hace esta distinción y se emplea únicamente la forma nominativa o la forma oblicua, dependiendo del dialecto.
Para los sustantivos neutros y los masculinos terminados en -е, -о, -и, -у y -ю, solo existe el sufijo -то y, para los sustantivos femeninos y los masculinos terminados en -а y -я, el sufijo -та.
En plural se emplea el sufijo -те para todos los sustantivos excepto aquellos que en plural terminan en -а o -я, caso en el cual se añade el sufijo -та.

#### Flexión verbal
Los verbos en búlgaro tienen las siguientes categorías gramaticales:
- Persona (primera, segunda o tercera).
- Número (singular o plural).
- Tiempo (presente, imperfecto, aoristo, presente perfecto, pluscuamperfecto, futuro, futuro perfecto, futuro en el pasado o futuro perfecto en el pasado).
- Modo (indicativo, condicional o imperativo).
- Evidencialidad (indicativo, inferencial, renarrativo o dubitativo).
- Aspecto (imperfectivo o perfectivo).
- Voz (activa o pasiva).
- Género (masculino, femenino o neutro, marcado solamente en formas con participios).

Además existen 6 formas impersonales:
- 5 participios (activo de presente, activo de imperfecto, activo de aoristo, pasivo de pasado y adverbial).
- Nombre verbal.

##### Evidencialidad
El búlgaro, por influencia del área lingüística balcánica, ha desarrollado evidencialidad, una innovación respecto al resto de lenguas eslavas.
Distingue 4 modos:
- Indicativo: describe una acción presenciada por el hablante o un hecho general que el hablante conoce (p. ej. Котката изяде мишката, ‘Vi que el gato se comió al ratón’).
- Inferencial: señala que la acción descrita no ha sido presenciada por el hablante pero sí deducida de alguna manera (p. ej. Котката е изяла мишката, ‘El gato debe haberse comido al ratón’).
- Renarrativo: expresa una acción de la cual el hablante sabe por información de otra persona que sí ha presenciado la acción (p. ej. Котката изяла мишката, ‘Me han dicho que el gato se comió al ratón’).
- Dubitativo: denota información de cuya veracidad el hablante duda. También se utiliza cuando la acción descrita no ha sido presenciada por el hablante pero tampoco por la persona que lo ha informado de ella, sino por una tercera. (P. ej. Котката била изяла мишката, ‘Me han dicho que el gato se comió al ratón, pero lo dudo’, ‘Alguien me ha dicho que el gato se comió al ratón, pero él tampoco lo ha visto’).

##### Aspecto
El búlgaro, como todas las lenguas eslavas, distingue dos aspectos léxicos: imperfectivo y perfectivo. Cada verbo es imperfectivo o perfectivo. Los verbos imperfectivos expresan acciones incompletadas, repetitivas y/o en proceso en el momento de referencia, mientras que los verbos perfectivos expresan acciones completadas y/o que solo ocurren una vez. También existen verbos imperfectivos secundarios, una combinación entre verbos imperfectivos y perfectivos, expresando acciones repetitivas pero a su vez completadas. Estos se suelen utilizar cuando no es gramáticamente correcto emplear un verbo perfectivo (por ejemplo en presente o imperfecto en una oración principal, véase Tiempo), pero se quiere expresar que la acción se completa.
Muchos verbos en búlgaro se pueden agrupar en parejas que tienen el mismo significado pero diferentes aspectos (p. ej.: идвам/дойда, ‘venir’; пристигам/пристигна, ‘llegar’). A partir de un verbo imperfectivo, el perfectivo se puede formar con un cambio en la raíz, caso en el cual el significado no cambia, pero también con prefijos o sufijos, caso en el cual el significado puede desviarse del original.
La existencia de tanto aspecto léxico como aspecto gramatical (expresado con los tiempos gramaticales) puede llevar a confusión, sobre todo en pretérito imperfecto y aoristo (véase Tiempo). Dichos tiempos suelen determinar únicamente si la acción está acabada o no en el momento de referencia. Semánticamente el aspecto imperfectivo es más cercano a la perífrasis «estar + gerundio» en español.
| Aspecto    | Imperfectivo                                          | Perfectivo                   | Imperfectivo secundario                             |
| ---------- | ----------------------------------------------------- | ---------------------------- | --------------------------------------------------- |
| Imperfecto | Acción incompletada (y tal vez repetitiva) inacabada. | Acción completada inacabada. | Acción completada (y tal vez repetitiva) inacabada. |
| Aoristo    | Acción incompletada (y tal vez repetitiva) acabada.   | Acción completada acabada.   | Acción completada (y tal vez repetitiva) acabada.   |

Entiéndase «acción completada» como una acción que se lleva a cabo de inicio a final (p. ej. leer un libro entero) y «acción acabada» como una acción que tiene un inicio y un final en el tiempo, pero no necesariamente se completa.
Ejemplos (con los verbos чета, прочета y прочитам):
| Aspecto    | Imperfectivo                                                                             | Perfectivo                                                                                         | Imperfectivo secundario                                       |
| ---------- | ---------------------------------------------------------------------------------------- | -------------------------------------------------------------------------------------------------- | ------------------------------------------------------------- |
| Imperfecto | Четеше книга всеки ден. (‘Cada día leía un libro, pero no necesariamente lo terminaba’). | Когато прочетеше книга, казваше на всички. (‘Siempre que terminaba un libro se lo decía a todos’). | Всеки месец прочиташе книга. (‘Cada mes terminaba un libro’). |
| Aoristo    | Вчера четe книга. (‘Ayer leyó un libro, pero no necesariamente lo terminó’).             | Днес прочете книгата. (‘Hoy terminó el libro’).                                                    | Вчера прочита книгата. (‘Ayer estuvo terminando el libro’).   |

##### Тiempo
Los verbos se pueden presentar en 9 tiempos en indicativo, 5 tiempos en inferencial, renarrativo y dubitativo y 3 tiempos en imperativo.

###### Indicativo
De los 9 tiempos del indicativo, 3 son simples (presente, imperfecto y aoristo) y los 6 restantes son compuestos:
- El presente expresa una acción en proceso o rutinaria (p. ej. пиша, ‘escribo’, ‘estoy escribiendo’). Solo los verbos imperfectivos se pueden usar en presente en oraciones principales.
- El pretérito imperfecto denota una acción pasada inacabada (p. ej. пишех, ‘escribía’, ‘estaba escribiendo’). Solo los verbos imperfectivos se pueden usar en imperfecto en oraciones principales.
- El aoristo expresa una acción pasada terminada (p. ej. писах, ‘escribí’, ‘estuve escribiendo’). Equivale al pretérito perfecto simple del español.
- El presente perfecto presenta una acción pasada acentuando su relevancia en el presente o sus consecuencias presentes, sin enfatizar el momento en que ocurrió. Se forma con el verbo auxiliar съм en presente y un participio activo de aoristo (p. ej. писал съм, ‘he escrito’).
- El pretérito pluscuamperfecto describe una acción pasada anterior a otra también pasada. Se construye con el verbo auxiliar съм en imperfecto y un participio activo de aoristo (p. ej. бях писал, ‘había escrito’).
- El futuro expresa una acción futura. Se forma con la partícula ще más el verbo en presente (p. ej. ще пиша, ‘escribiré’, ‘voy a escribir’). La negación se construye con la perífrasis няма да más el verbo en presente.
- El futuro perfecto denota una acción futura anterior a otra también futura. Se construye con el verbo auxiliar съм en futuro y un participio activo de aoristo (p. ej. ще съм писал, ‘habré escrito’).
- El futuro en el pasado describe una acción que estaba pendiente de suceder en el pasado. Se forma con el verbo auxiliar ща en imperfecto seguido de la partícula да y el verbo en presente (p. ej. щях да пиша, ‘iba a escribir’). La negación se construye con la perífrasis нямаше да seguida del verbo en presente.
- El futuro perfecto en el pasado expresa una acción que estaba pendiente de suceder en el pasado antes de otra acción también pasada. Se forma con el verbo auxiliar съм en futuro en el pasado y un participio activo de aoristo (p. ej. щях да съм писал, ‘habría escrito’).

###### Inferencial, renarrativo y dubitativo
En inferencial, renarrativo y dubitativo, los 9 tiempos del indicativo colapsan en 5.
A continuación se explica cómo formar el inferencial:
- Presente y pretérito imperfecto: se forman con el verbo auxiliar съм en presente de indicativo y un participio activo de imperfecto (p. ej. пишел е, ‘infiero que escribía / estaba escribiendo’). El inferencial solo se usa en imperfecto, en presente se prefiere el indicativo.
- Aoristo: se construye con el verbo auxiliar съм en presente de indicativo y un participio activo de aoristo (p. ej. писал е, ‘infiero que escribió / estuvo escribiendo’).
- Presente perfecto y pretérito pluscuamperfecto: se forman con el participio activo de aoristo del verbo съм, el mismo verbo (съм) en presente de indicativo y un participio activo de aoristo (p. ej. бил е писал, ‘infiero que ha[bía] escrito’).
- Futuro y futuro en el pasado: se construyen con el participio activo de aoristo del verbo ща y el verbo съм en presente de indicativo seguidos de la partícula да y el verbo en presente de indicativo (p. ej. щял е да пише, ‘infiero que va/iba a escribir’).
- Futuro perfecto y futuro perfecto en el pasado: se forman con el participio activo de aoristo del verbo ща y el verbo съм en presente de indicativo seguidos de la partícula да, de nuevo el verbo съм en presente de indicativo y un participio activo de aoristo (p. ej. щял е да е писал, ‘infiero que habrá/habría escrito’).

A partir del inferencial, el renarrativo y el dubitativo se forman de la siguiente manera:
- En renarrativo y dubitativo, el (primer) verbo съм (en presente) siempre se omite en tercera persona (tanto singular como plural) (p. ej. пишел, ‘me han contado que está/estaba escribiendo’).
- En renarrativo, en la negación de los tiempos futuros, el (primer) verbo съм se puede (aunque no es obligatorio) omitir en todas las personas.
- En dubitativo, en la negación de los tiempos futuros, el (primer) verbo съм se debe omitir en todas las personas.
- En dubitativo, en todos los tiempos excepto en presente perfecto y pretérito pluscuamperfecto, se añade el participio activo de aoristo del verbo съм (бил en masculino) (p. ej. бил пишел, ‘me han contado que está/estaba escribiendo, pero lo dudo’).

Téngase en cuenta lo siguiente:
- La negación de los tiempos futuros se hace remplazando el participio de ща con нямало (p. ej. нямало е да пише, ‘infiero que no va/iba a escribir’).
- Todos los participios usados se deben declinar según el género y el número del sujeto.
  - A pesar de que нямало de por sí es un participio, cuando se usa como auxiliar se emplea en su forma neutra.
  - En dubitativo, del participio activo de aoristo del verbo съм (бил en masculino) se utiliza su forma neutra (било) cuando este sigue al auxiliar нямало (p. ej. нямало било да пише, ‘me han contado que no va/iba a escribir, pero lo dudo’).

###### Imperativo
En imperativo el único tiempo simple es el presente/futuro y solo hay formas simples para la segunda persona (p. ej.: пиши, ‘escribe’; пишете ‘escribid’, ‘escriba’, ‘escriban’). El resto de tiempos y personas son compuestos.
Los tiempos en imperativo son 3:
- Presente y futuro: expresan órdenes en el presente o el futuro. La segunda persona es simple, mientras que el resto de personas son compuestas y se forman con la partícula да seguida de un verbo en presente de indicativo (p. ej. да пише, ‘¡que escriba!’).
- Presente perfecto y futuro perfecto: denotan órdenes de acciones que ya se deberían haber ejecutado hasta el momento presente o que se deberán haber ejecutado antes de un momento futuro. Se construyen con la partícula да seguida del verbo съм en presente de indicativo y un participio activo de aoristo (p. ej. да е писал, ‘¡debía/deberá haber escrito!’).
- Pretérito pluscuamperfecto: expresa una orden de una acción que se debería haber llevado a cabo con anterioridad a otra acción pasada. Téngase en cuenta la evidencialidad al formar este tiempo, ya que, si se desea denotar una acción que se debería haber presenciado por el hablante, el tiempo se construye con la partícula да seguida del verbo съм en imperfecto de indicativo y un participio activo de aoristo (p. ej. да беше писал, ‘¡debía haber escrito [antes de un momento pasado, en mi presencia]!’). Si en cambio se quiere expresar una acción que no se debería haber presenciado por el hablante, el tiempo se forma con la partícula да seguida del verbo съм en presente de indicativo, el participio activo de aoristo del mismo verbo (съм) y un participio activo de aoristo (p. ej. да е бил писал, ‘¡debía haber escrito [antes de un momento pasado, en mi ausencia]!’).

En las formas compuestas con sentido presente o futuro, antes de да se pueden añadir las partículas хайде o нека para suavizar la orden (p. ej. хайде да пишем, ‘¡vamos a escribir!’). Si se utiliza нека, да se puede omitir.

###### Condicional
El condicional en búlgaro no tiene tiempos y se emplea solo con un significado presente o futuro. Para expresar intenciones o posibilidades en el pasado se utiliza el indicativo.
Este modo se forma con el verbo auxiliar бъда en aoristo de indicativo seguido de un participio activo de aoristo (p. ej. бих писал, ‘escribiría’, ‘estaría escribiendo’).
En pasado se utilizan el futuro en el pasado y el futuro perfecto en el pasado de indicativo.

## Breve vocabulario
- Здравей (zdravey, ‘hola’).
- Здравейте (zdraveyte, ‘hola’ [formal o al dirigirse a varias personas])
- Здрасти (zdrasti, ‘hola’ [informal]).
- Добро утро (dobró utro, ‘buenos días’ [literalmente ‘buena mañana’, utilizado por la mañana]).
- Добър ден (dóbar den, ‘buenos días’ [utilizado por la mañana y la tarde]).
- Добър вечер (dóbar vécher, ‘buenas tardes/noches’).
- Лека нощ (leka nosht, ‘buenas noches’ [al acostarse]).
- Довиждане (dovízhdane, ‘adiós’ [formal]).
- Чао (chao, ‘adiós’ [informal]).
- Как си? (kak si?, ‘¿cómo estás?’).
- Как cтe? (kak ste?, ‘¿como estáis?’, ‘¿cómo está[n] usted[es]?’).
- Аз съм добре (az sam dobré, ‘yo estoy bien’).
- И аз (i az, ‘yo también’).
- Много добре (mnogo dobré, ‘muy bien’).
- Горе-долу (gore-dolu, ‘ni bien ni mal’ [estado de ánimo]).
- Наздраве! (nazdrave!, ‘¡salud!’).
- Обичам те (obícham te, ‘te quiero’).
- Поздрави (pózdravi, ‘saludos’).
- Благодаря (blagodaryá, ‘gracias’).
- Добре (dobré, ‘vale’, ‘bien’).
- Аз съм българин/българка (az sam bálgarin/bálgarka, ‘yo soy búlgaro/a’).
- Как се казваш? (kak se kázvash?, ‘¿cómo te llamas?’).
- Как се казвате? (kak se kázvate?, ‘¿cómo os llamáis?’, ‘¿cómo se llama[n] usted[es]?’).
- Да (da, ‘sí’).
- Не (ne, ‘no’).
- Може би (mozhe bi, ‘a lo mejor’, ‘quizá’).
- Няма защо (nyama zashtó, ‘de nada’).
- Моля (molya, ‘por favor’).
- Извинете (izvinete, ‘perdone[n]’).
- Хайде! (hayde!, ‘¡vamos!’, ‘¡venga!’).
- Не разбирам (ne razbíram, ‘no entiendo’).
- Как се казва това на български? (kak se kazva tová na bálgarski?, ‘¿cómo se dice esto en búlgaro?’).
- Говориш ли английски? (govórish li angliyski?, ‘¿hablas inglés?’).
- Говорите ли английски? (govórite li angliyski?, ‘¿habláis inglés?’, ‘¿habla[n] usted[es] inglés?’).
- Аз (az, ‘yo’).
- Ти (ti, ‘tú’).
- Той (toy, ‘él’).
- Тя (tya, ‘ella’).
- Ние (níe, ‘nosotros’).
- Вие (víe, ‘vosotros’, ‘usted[es]’).
- Те (te, ‘ellos/as’).

## Texto de ejemplo
Artículo 1 de la Declaración Universal de los Derechos Humanos en búlgaro:
Bсички хора се раждат свободни и равни по достойнство и права. Tе са надарени с разум и съвест и следва да се отнасят помежду си в дух на братство.
Romanizado:
Vsichki hora se razhdat svobodni i ravni po dostoynstvo i prava. Te sa nadareni s razum i savest i sledva da se otnasyat pomezhdu si v duh na bratstvo.
Transliterado a AFI:
[ˈfsit͡ʃki ˈxɔrə sɛ ˈraʒdət svoˈbɔdni i ˈravni po dosˈtɔjnstvo i prɐˈva. ˈtɛ sɐ nɐdɐˈrɛni s ˈrazom i ˈsɤvɛst i ˈslɛdvə dɐ sɛ otˈnasʲət pomɛʒˈdu si v dux nɐ ˈbratstvo.]
Artículo 1 de la Declaración Universal de los Derechos Humanos en español:
Todos los seres humanos nacen libres e iguales en dignidad y derechos y, dotados como están de razón y conciencia, deben comportarse fraternalmente los unos con los otros.